# 킬링 게임 (1996년 영화)
"킬링 게임"(The Killing Game)은 한국에서 제작된 강용규 감독의 1996년 드라마, 액션 영화이다. 이광수 등이 주연으로 출연하였다.

## 출연

### 주연
- 이광수
- 최소희
- 김광수
- 차룡

### 조연
- 신재명
- 정진하
- 한경선
- 홍채희
- 정봉연
- 오명근
- 조주현
- 김윤건

## 기타
- 제작부장: 김상윤
- 촬영부: 이재철
- 촬영부: 노성민
- 조명: 이종석
- 조명: 한석
- 조명: 한은남
- 조명: 이성환
- 스크립터: 성백현
- 조감독: 봉만대
- 조감독: 손범서
- 조감독: 차희철
- 미술:
- 미술: M.D 콜렉션
- 특수분장: 김영숙
- 분장: 유선정
- 의상: 정현영
- 무술감독: 박광설
- 무술감독: 정봉연